# Мантельмауэр

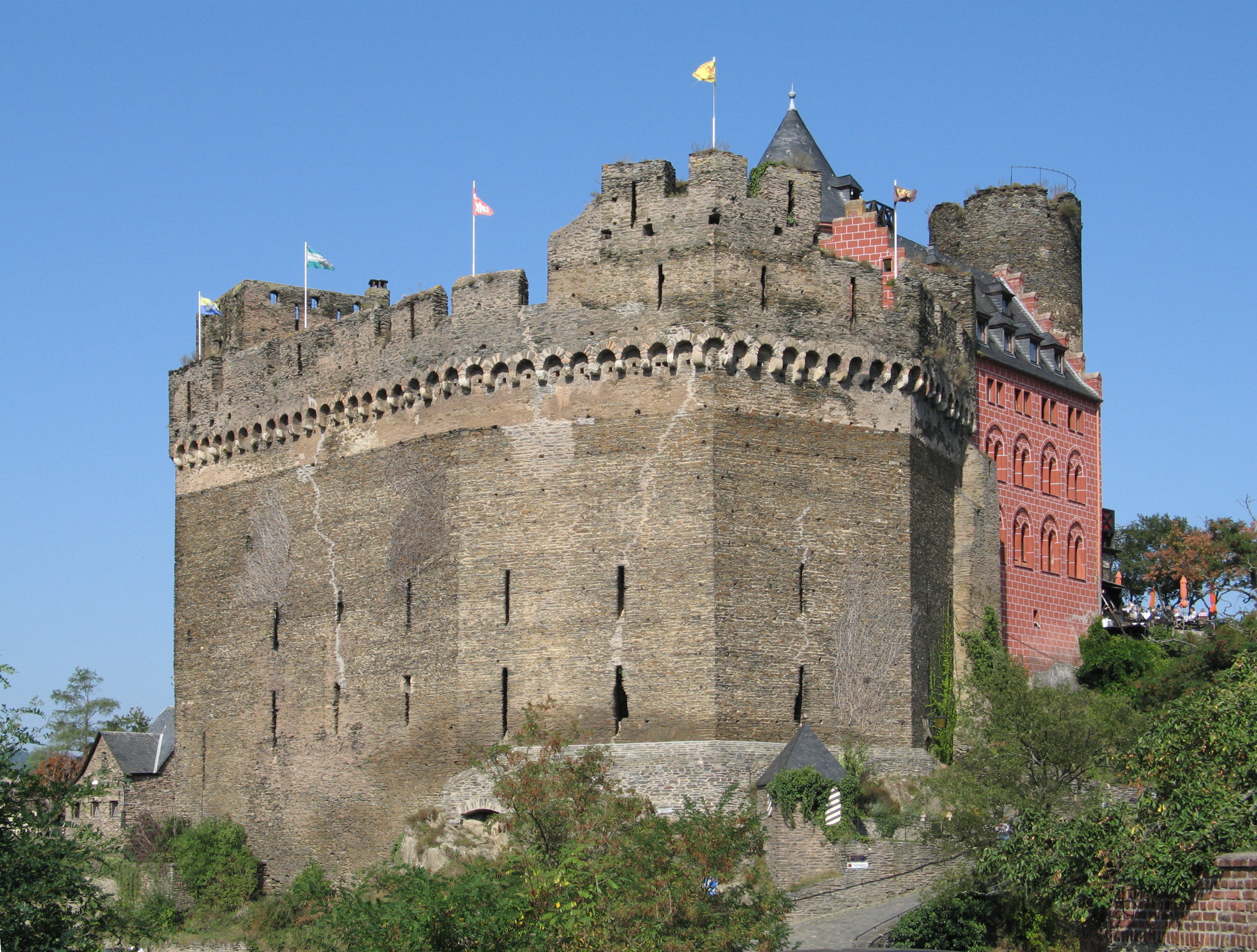
Высокая оборонительная стена замка Шёнбург

Мантельмауэр (нем. Mantelmauer, дословно — «стена-мантия») —  высокая стена, окружающая самую важную часть средневекового замкового комплекса. Такой тип крепостных стен получил распространение в XIII веке. Такой вид сооружений поднимался гораздо выше уже имевшихся внешних кольцевых стен. Мантельмауэр не обязательно строился такой толщины как шильдмауэр, но при этом он был призван максимально усложнить возможные атаки сразу с нескольких направлений. Очень часто жилые и хозяйственные постройки вплотную примыкали к внутренней стороне такой стены.

## История

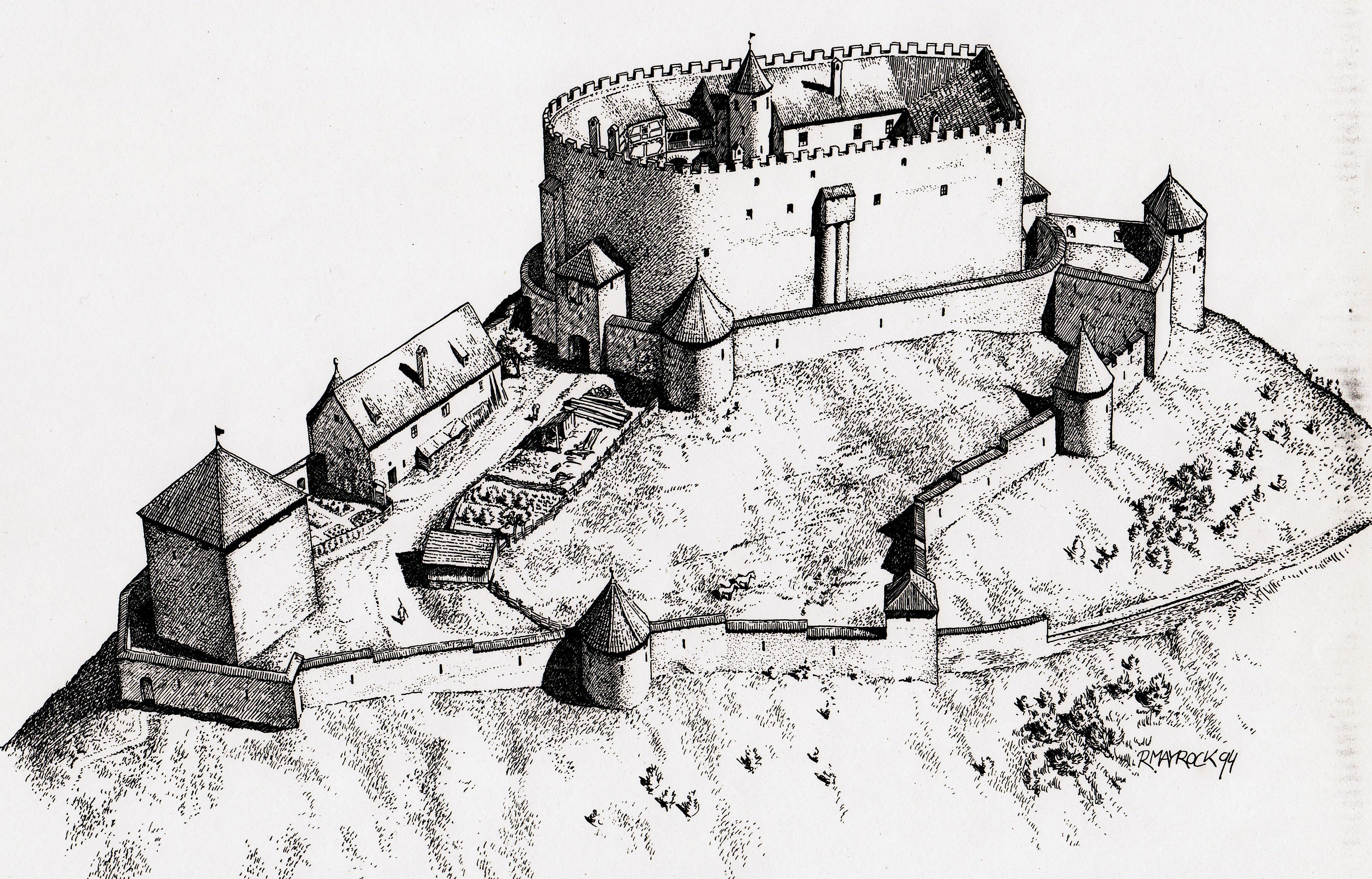
Рисунок реконструкции мантельмауэра вокруг цитадели замка Айзенберг (замок, Бавария)

Термин «мантельмауэр» появился после того, как владельцы замков начали возводить очень высокие стены. Это стало ответом на развитие осадной техники. В частности на появление мощных метательных машин, называемых требушет. Мантельмауэр был призван принять на себя удары метательными снарядами (чаще всего крупными камнями) и спасти здание жилой резиденции владельца замка, расположенной внутри кольцевых стен, от разрушения. Типичными примерами подобного типа фортификации является Шёнбург на Рейне и Ортенбург в Эльзасе. Замок Ортенбург интересен тем, что мантельмауэр окружает по сути только бергфрид. Очень похожий тип стен можно увидеть в замке Грефенштайн. Здесь так же очень высокие стены окружают цитадель. Некогда очень высокая стена окружала центральную часть замка Линденфельс, но в настоящее время остался лишь фундамент.
Нередко мантельмауэр появлялся после реконструкции уже существующих стен, когда их делали гораздо более высокими. В числе прочего это означает, что трудно найти чёткое определение для термина «мантельмауэр», хотя он и получил широкое распространение в литературе о средневековой фортификации и замках.

## Замки с очень высокими стенами
Ярким примером замка с мантельмауэром является Айзенберг рядом с Фюссеном. Причём высокая кольцевая стена в данном случае была важна не для защиты, а как символ особого статуса и престижа, коим для некоторых владельцев замком служила высота бергфрида.
Впечатляет мантельмауэр замка Кадольцбург рядом с Нюрнбергом. Во время Второй мировой войны эта крепость подверглась сильным разрушениям, но в последующие десятилетия была восстановлена. Высотой внешних стен Кадольцбург превосходит большинство прочих баварских замков. Здесь располагалась резиденция могущественных бургграфов Нюрнберга из дома Гогенцоллернов. Даже многочисленные более поздние пристройки позволяют замковому комплексу подчёркивать значимость собственников. В данном сооружении мантельмауэр имеет толщину более трёх метров, а снаружи облицован тщательно обработанными прямоугольными блоками. Любопытно, что здесь вовсе отсутствует бергфрид. Соответственно, некоторые исследователи называют Кадольцбург классическим символом власти и престижа, столь актуальных для средневековой аристократии. 
Другими примерами замков с мательмаэром часто называют руины баварских замков Бруннек, Румбург и Рундек. Кроме того, очень высокими были стены замка Лёйхтенберг в Италии.

## Галерея

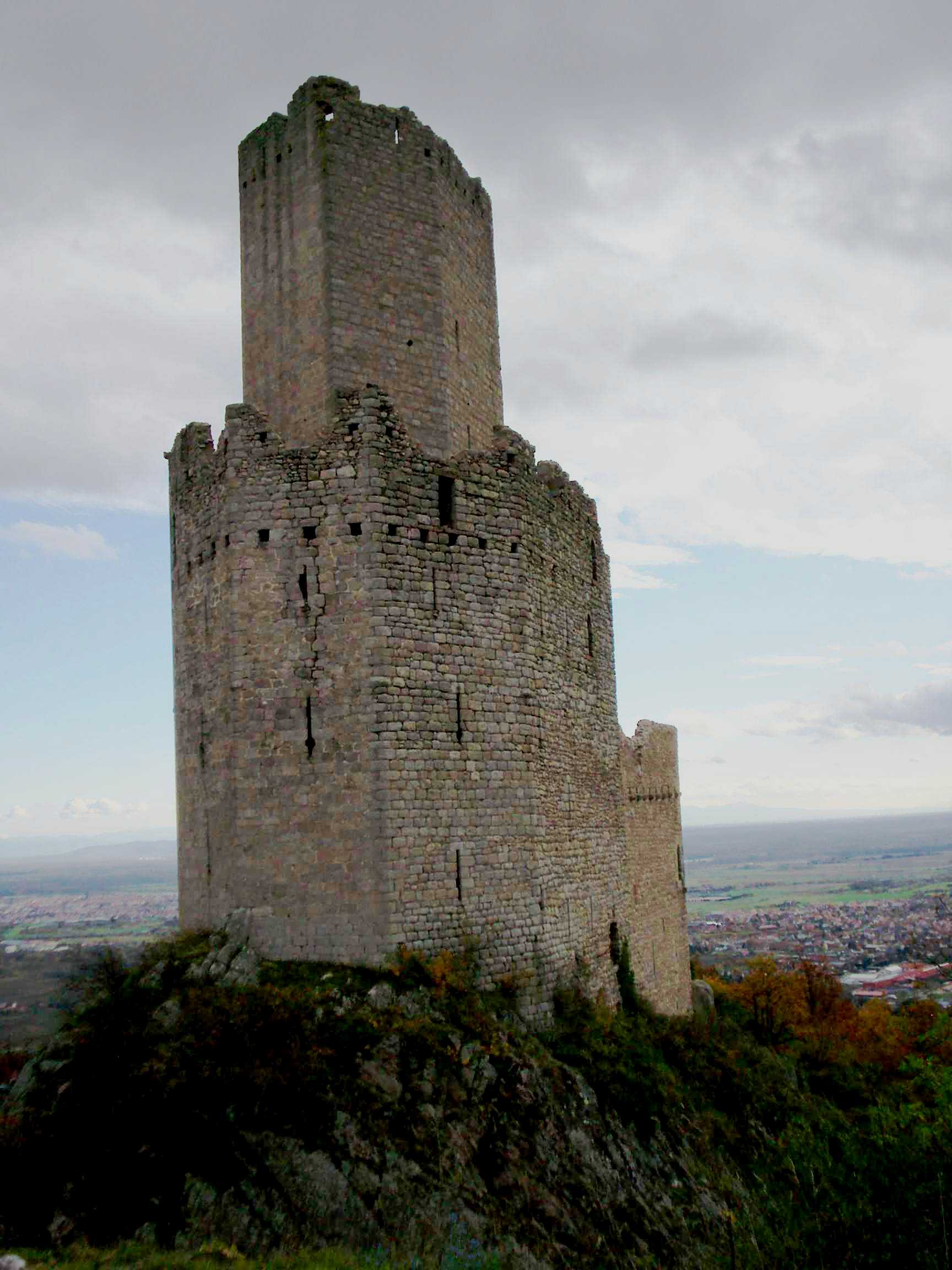
Мантельмауер замка Ортенбург[нем.]
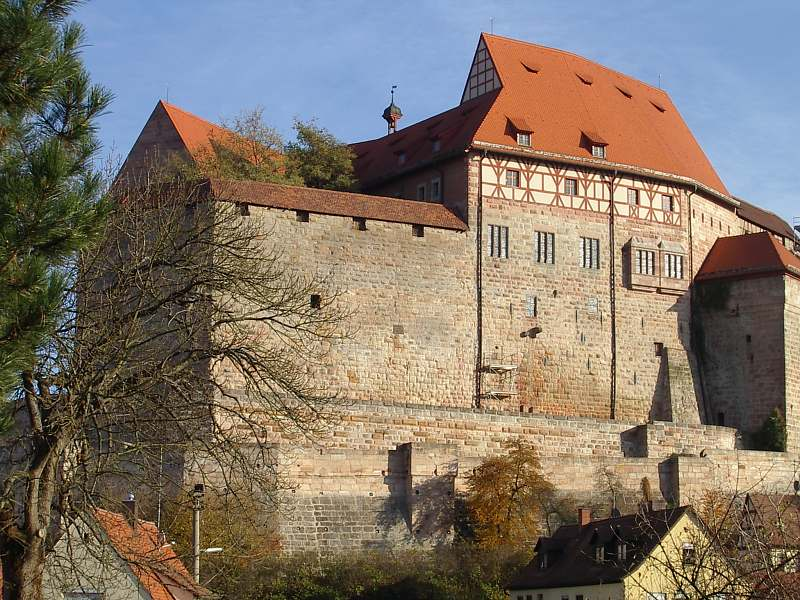
Высокие стены крепости Кадольцбург
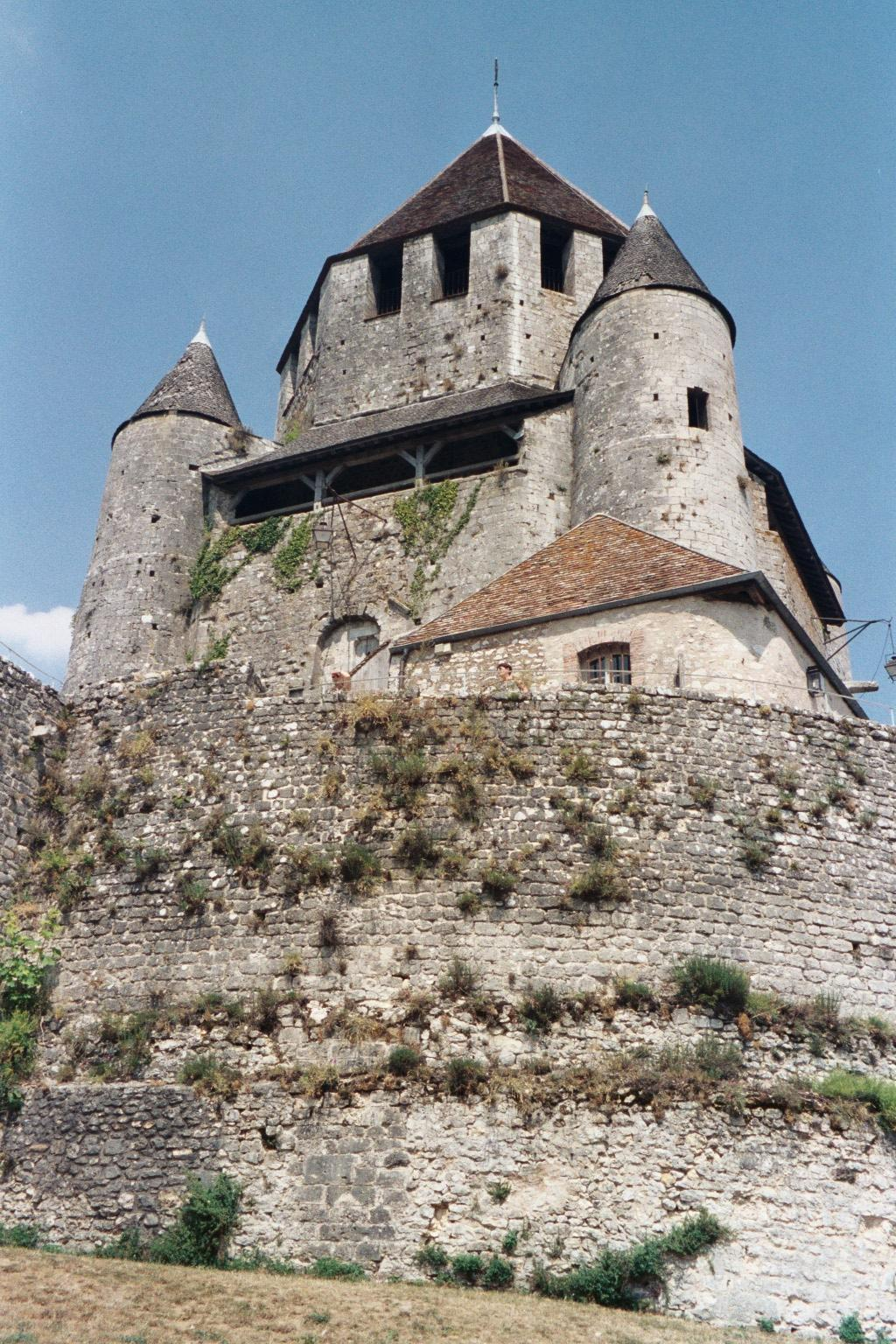
Стены замка Турсезар[фр.] во Франции
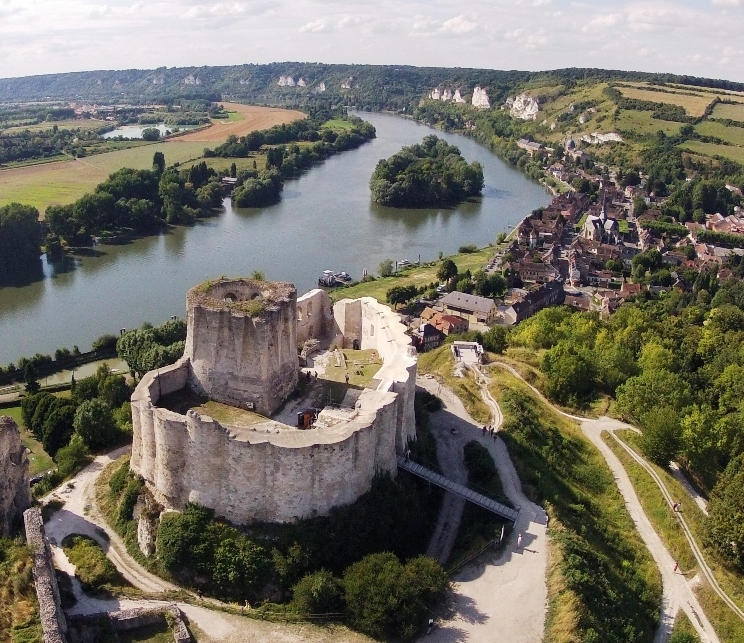
Мантельмауер замка Шато-Гайар
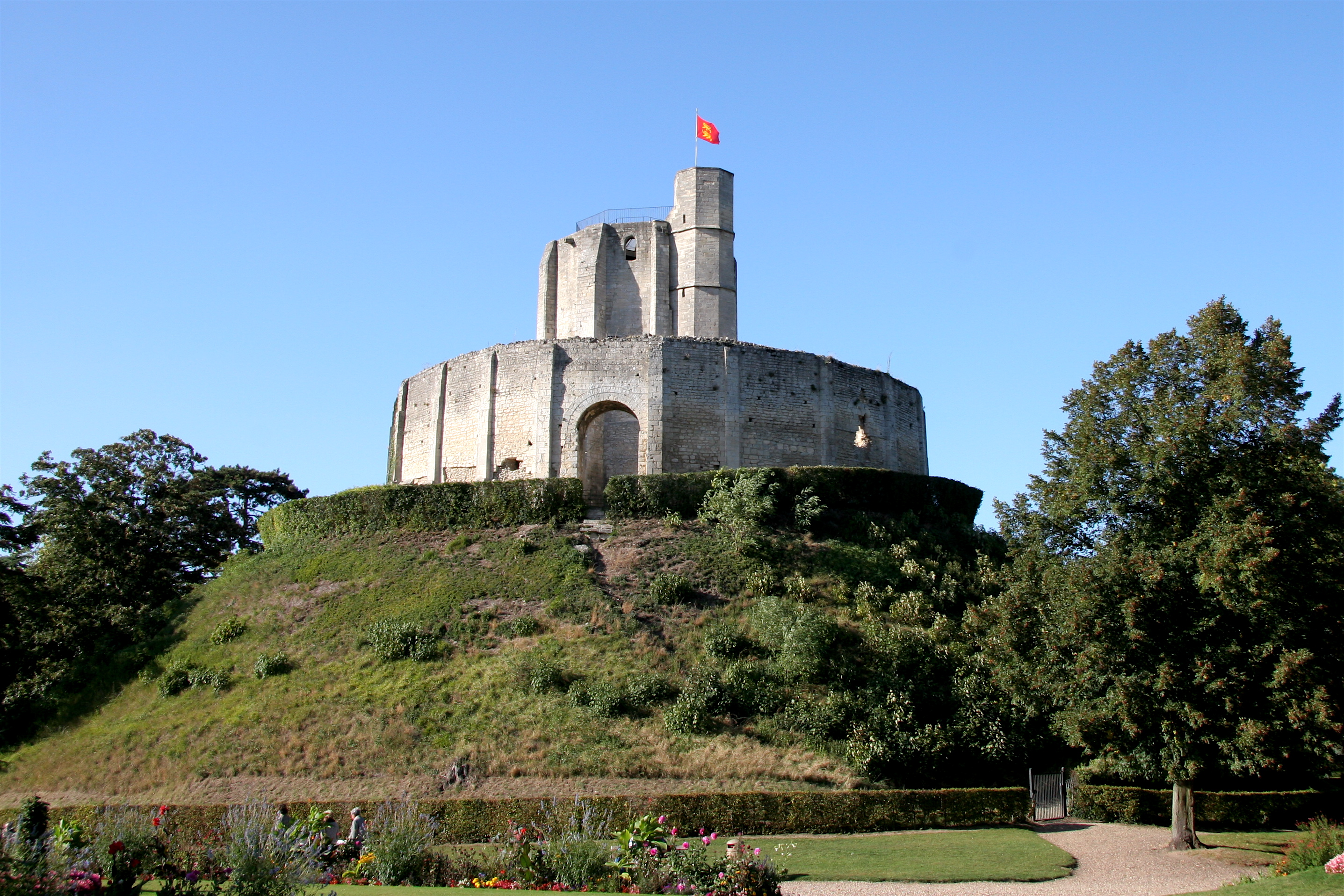
Стены Жизорского замка